# Clemens Brummer
Pour les articles homonymes, voir Brummer.
Clemens Brummer (né le 19 avril 1986 à Berlin en Allemagne), est un patineur artistique allemand qui a été champion d'Allemagne 2008.

## Biographie

### Carrière sportive
Clemens Brummer a été champion d'Allemagne en 2008 à Dresde, et vice-champion d'Allemagne l'année suivante à Oberstdorf.
Sur le plan international, il a participé à deux championnats d'Europe: en 2008 à Zagreb et en 2009 à Helsinki. Il n'a jamais participé ni à une épreuve du Grand Prix ISU, ni aux championnats du monde senior ni aux Jeux olympiques d'hiver.

## Palmarès
| Compétition                   | 2002 | 2003 | 2004 | 2005 | 2006 | 2007 | 2008 | 2009 | 2010 |
| Jeux olympiques d'hiver       |      |      |      |      |      |      |      |      |      |
| Championnats du monde         |      |      |      |      |      |      |      |      |      |
| Championnats d’Europe         |      |      |      |      |      |      | 20e  | 14e  |      |
| Championnats d'Allemagne      | 13e  | 8e   | 10e  | 4e   | 4e   | 4e   | 1er  | 2e   | 7e   |
| Championnats du monde juniors |      |      |      | 17e  |      |      |      |      |      |
| Légende : F= Forfait          |      |      |      |      |      |      |      |      |      |